# Республіка Македонія на зимових Олімпійських іграх 2010
Республіка Македонія на зимових Олімпійських іграх 2010 представлена трьома спортсменами (2 чоловіками і 1 жінкою) у чотирьох дисциплінах двох видів спорту (гірськолижний спорт та лижні перегони). Прапороносцем на церемонії відкриття був гірськолижник Антоніо Рістевські.

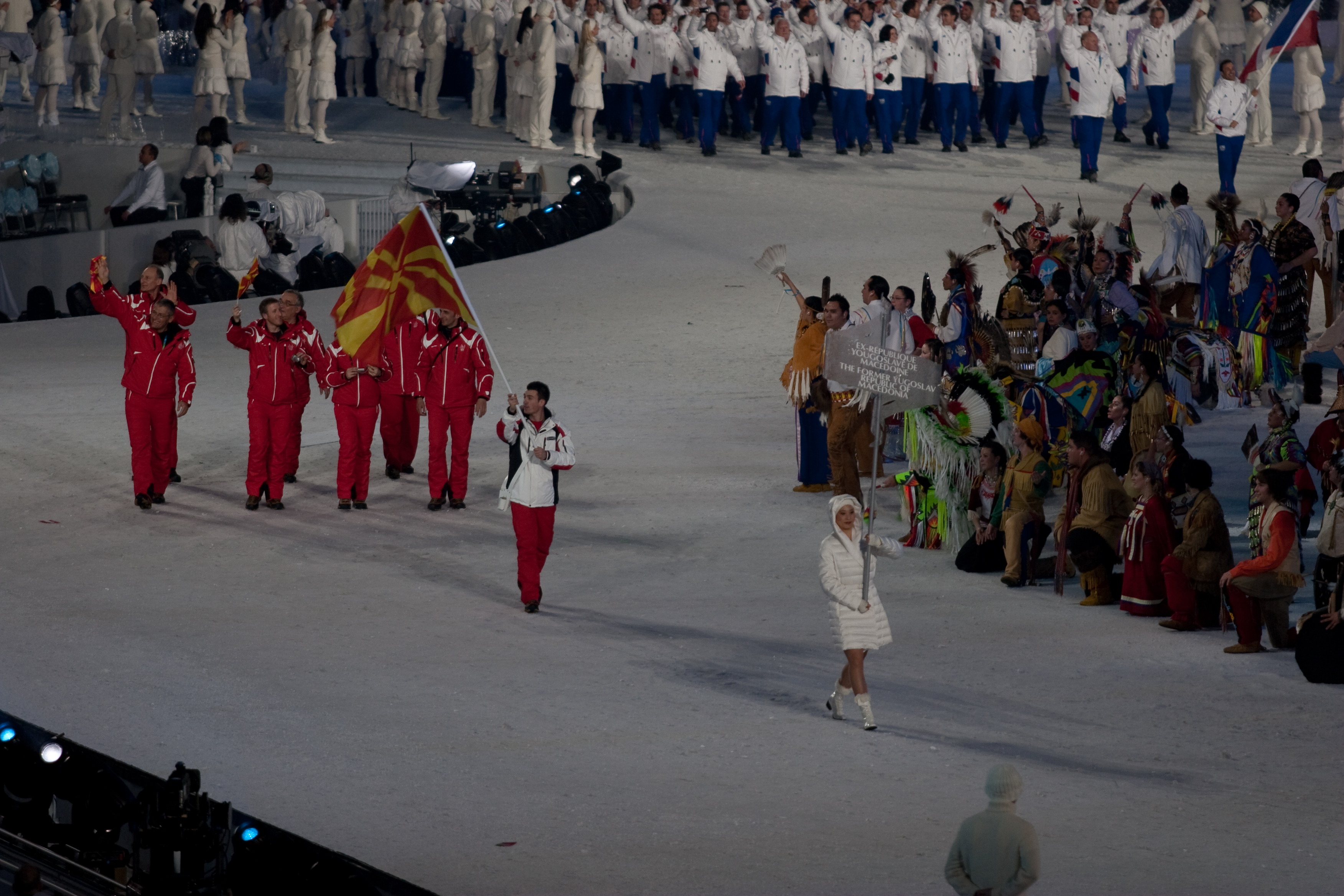
Збірна Республіки Македонії під час Параду націй на церемонії відкриття Олімпіади

Республіка Македонія вчетверте взяла участь у зимових Олімпійських іграх. Македонські спортсмени не завоювали жодної медалі. Найкращого результату в команді досяг Антоніо Рістевські — він був 53-м у змаганнях з гігантського слалому.

## Спортсмени
| Вид спорту          | Чоловіки | Жінки | Всього |
| ------------------- | -------- | ----- | ------ |
| Гірськолижний спорт | 1        | 0     | 1      |
| Лижні перегони      | 1        | 1     | 2      |
| Усього              | 2        | 1     | 3      |

## Гірськолижний спорт
| Антоніо Рістевскі | гігантський слалом, чоловіки | не фінішував | не фінішував | не фінішував | не фінішував | не фінішував | не фінішував |
| Антоніо Рістевскі | слалом, чоловіки             | 1:24.29      | 1:27.61      | 2:51.90      | 53           |              |              |

## Лижні перегони
| Спортсмен           | Дисципліна                     | Фінал   | Фінал |
| Спортсмен           | Дисципліна                     | Час     | Місце |
| ------------------- | ------------------------------ | ------- | ----- |
| Дарко Дам'яновський | 15 км вільним стилем, чоловіки | 41:48.2 | 85    |
| Росана Кіроска      | 10 км вільним стилем, жінки    | 34:45.8 | 76    |